# Musée de la fourche et de la vie rurale

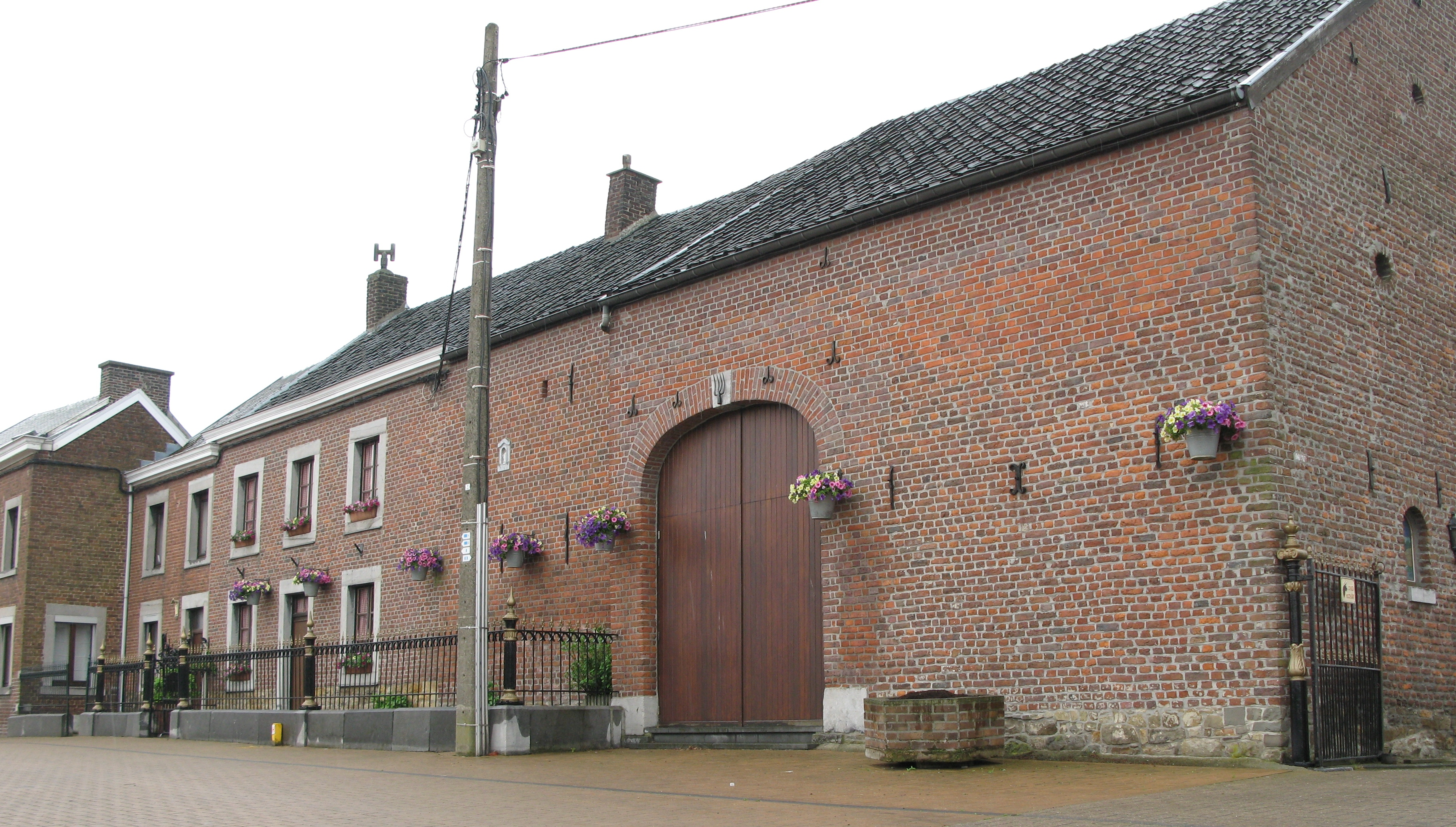
Museumboerderij

Het Musée de la fourche et la vie rurale (museum van de vork en het landelijk leven) is een museum in de tot de Belgische gemeente Blegny behorende plaats Mortier, gelegen aan Rue du Village 29.
Dit particuliere museum is in een oude vierkantshoeve gevestigd en toont handwerktuigen die in de landbouw en in de daarmee samenhangende beroepen werden gebruikt, voorwerpen die in de volkscultuur van belang waren, en verdere merkwaardige objecten.

## Geschiedenis
De boerderij werd in 1976 aangekocht door Joseph Andrien. In 1978 werd een der schuren tijdelijk ingericht als feestzaal, waartoe een aantal landbouwgereedschappen, met name hooivorken, ter aankleding werden aangebracht. Vandaar de fourche in de naam van het museum. Dit leidde tot de interesse in en het verzamelen van landbouwhandgereedschappen. In 1987 werd de beginnende verzameling voor het eerst tentoongesteld in het naburige Saint-André, ter gelegenheid van een feest met als thema: De oogst vroeger. Zo groeide het project dat leidde tot een aanvankelijk bescheiden museum dat in 1989 geopend werd, en sindsdien aanzienlijk is uitgegroeid. Het museum bevat tegenwoordig (2018) ruim 5000 voorwerpen.